# Jérôme (fils de Charles Martel)
Pour les articles homonymes, voir Jérôme.
Jérôme ou Hieronymus est un comte carolingien et un fils naturel de Charles Martel (685-741) et d'une concubine inconnue. 

## Biographie
Il fait des études dans un monastère où, aidé par un moine, à neuf ans il recopie la vie de son ancêtre saint Arnoul de Metz. Devenu comte à l'âge adulte, il est chargé par son demi-frère, le roi Pépin le Bref, de plusieurs missions, comme escorter le pape Étienne II revenant d'une visite auprès de Pépin. En 775, il fait partie des signataires d'un plaid de Charlemagne à Thionville. Fulcuin, son descendant, affirme qu'il était un important personnage de l'entourage royal. Il devient ensuite abbé de l'église de Saint-Quentin.

## Mariage et enfants
La Vie de Saint Folcuin, évêque de Thérouanne (816-855) précise qu'il était fils de Jérôme et d'Ercheswinda, une noble gothe, et nomme parmi ses frères Fulrad, abbé de Saint-Quentin. Mais les Gesta abbatum Sanci Bertini Sithiensium indiquent que Folcuin est le frère d'Audouen (ancêtre de Fulcuin, moine de Saint-Bertin) et le fils de Jérôme et d'Ermentrude.
La difficulté est résolue par l'hypothèse selon laquelle Jérôme a eu deux épouses :
1. d'abord Ermentrude, qui pourrait être la nièce de Fulrad († 16 juillet 784), abbé de Saint-Denis, et qui donne naissance à[5] :
  - Audouen ou Ouen, ancêtre[6] d'un autre Audouen, père de Regenwala († av.928) et de Fulcuin († av.928), moines à Saint-Bertin. Ce Fulcuin, est lui-même le père d'un autre Fulcuin, abbé de Lobes de 965 à sa mort en 990,
  - Fulrad († 826), abbé de Saint-Quentin en 771, et abbé de Lobbes en 823,
  - une fille, mère de Rameric († 823), abbé de Lobbes ;
2. puis Ercheswinda, noble gothe peut-être descendante d'un des Reccared, roi des Wisigoths[7], qui donne naissance à[8] :
  - Folcuin, évêque de Thérouanne de 816 à 855),
  - peut-être Richarde, mariée à Nithard et mère d'Angilbert, abbé de Saint-Riquier,
  - peut-être Richard comte de Rouen en 783 et en 795, et ancêtre possible des Bivinides[9].